# Oscar Näumann
Oscar Näumann (ur. 3 lipca 1876 w Berlinie, zm. 8 marca 1937 tamże) − niemiecki gimnastyk, olimpijczyk (Paryż 1900). Wystartował w konkurencji gimnastycznej. Zawody odbyły się w dniach 29–30 lipca 1900 r. Näumann jako jeden z dwóch zawodników nie ukończył konkurencji.